# Don't Be Cruel (singolo)
Don't Be Cruel è  un singolo del cantante statunitense Bobby Brown, pubblicato il 16 maggio 1988 come primo estratto dal suo secondo album in studio,l'eponimo Don't Be Cruel.

## Descrizione
Si tratta del primo grande successo di Brown come cantante solista, dopo l'abbandono dei New Edition. Il singolo ha raggiunto l'ottava posizione nella classifica generale e la prima in quella Rhythm and Blues.
Il singolo è stato certificato disco d'oro per il mezzo milione di copie vendute.
Il brano è presente anche nel videogioco del 2004 Grand Theft Auto: San Andreas.

## Tracce
1) Don't Be Cruel (Extended Version) - 6:51
2) Don't Be Cruel (Dub Version) - 5:31
3) Don't Be Cruel (A Cappella) - 3:21